# Стинка-Костешти (озеро)
Озеро Стинка-Костешти — заповідна територія (спеціальна орнітофауністична охоронна територія — SPA), розташована на північному сході Молдови, на території повіту Ботошані. Це також одне з найбільших водосховищ Румунії (друге за розміром після Залізних Воріт I водосховище) і найбільше на Пруті.

## Місцезнаходження
Природна територія розташована в центрально-східній частині повіту Ботошані (на правому березі річки Прут, у безпосередній близькості від кордону з Республікою Молдова), на адміністративній території міста Штефенешть та с. комуни Маноляса та Ріпічень. Його перетинає національна дорога DN29E; яка сполучає місто Стинка та кордон із Республікою Молдова (митниця Стинка-Костешти).

## Опис
Територія озера Стинка—Костешти (2950 га) була оголошена природним заповідником Рішенням Уряду №. 2151 від 30 листопада 2004 р. (щодо встановлення заповідного режиму для нових територій) ; після цього його важлива територія (2161 га) була встановлена як зона особливої охорони орнітофауністики Рішенням Уряду №. 1284 від 24 жовтня 2007 року; невід'ємна частина Європейської екологічної мережі — Natura 2000 в Румунії). Сюди також входить природний заповідник Стинка Ріпічені.
Заповідна територія входить до континентального екорегіону Молдавської платформи у верхньому басейні Пруту та являє собою водосховище, створене дамбою на річці Прут (вище за течією однойменної ГЕС), у північно-східній частині Румунії (на кордоні з Республікою Молдова); і прилеглі до нього території (заводі, очеретяні зарості, болота, ліси, луки). Сюди (в район Ріпічень) часто приїжджають рибалки та археологи.

## Біорізноманіття
Ділянка має три типи типів біотопів: прісні континентальні води (стоячі, проточні); екстенсивні посіви зернових (включаючи посіви в сівозміні з видаленням бур'янів) і покращені пасовища; які є прихистком і забезпечують сприятливі умови для гніздування та харчування для кількох видів птахів (перелітних, пролітних або осілих), деякі з яких охороняються на європейському рівні або в червоному списку МСОП.

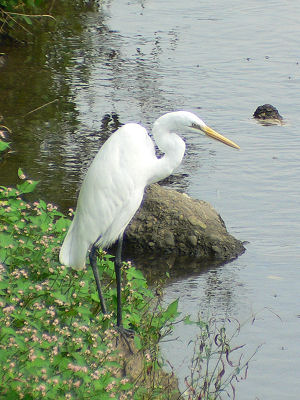
Біла чапля (Egretta alba)

Його позначення базується на кількох орнітофауністичних видах, перелічених у Додатку Директиви Європейської Ради 147/CE від 30 листопада 2009 року; таким чином: чапля жовта (Ardeola ralloides), чапля червона (Ardea purpurea), чапля карликова (Ixobrychus minutus), нічна чапля (Nycticorax nycticorax), підорлик великий (Aquila clangaa), підорлик малий (Aquila pomarina), рибалочка блакитний (Alcedo atthis), могильник східний (Aquila heliaca), гуска сіра (Anser anser), чирянка мала (Anas crecca), чернь червонодзьоба (Netta rufina), крижень (Anas platyrhynchos), чирянка велика (Anas querquedula), широконіска північна (Anas clypeata), попелюх звичайний (Aythya ferina), чернь чубата (Aythya fuligula), ниркові качки (Aythya marila), крижень (Bucephala clangula), казарка червоновола (Branta ruficollis), канюк звичайний (Buteo buteo), зимняк (Buteo lagopus), лелека білий (Ciconia ciconia), лелека чорний (Ciconia nigra), лебідь-кликун (Cygnus cygnus), лебідь-шипун (Cygnus olor), змієїд блакитноногий (Circaetus gallicus), лунь очеретяний (Circus aeruginosus), лунь польовий (Circus cyaneus), лунь степовий (Circus macrourus), лунь сірий (Circus pygargus), лунь білощокий (Chlidonias hybridus), лунь чорний (Chlidonias niger), крижана качка (Clangula hyemalis), дятел сирійський (Dendrocopos syriacus), чапля маленька (Egretta garzetta), чапля біла (Egretta alba), крячок вечірній (Falco vespertinus), крячок червоний (Falco tinnunculus), сапсан (Falco columbarius), лиска (Fulica atra), Гагара червоношия (Gavia stellata), поганка полярна (Gavia arctica), орлан-білохвіст (Haliaeetus albicilla), орел-карлик (Hieraaetus pennatus), ходуличник (Himantopus himantopus), срібляста чайка (Larus ridibundus), чайка срібляста (Larus cachinnans), чайка мала (Larus minutus), сорокопуд терновий (Lanius collurio), чайка чорнолоба (Lanius minor), крохаль мала (Mergus albellus), крохаль велика (Mergus merganser), крохаль велика (Mergus serrator), бджолоїдка звичайна (Merops apiaster), баклан (Podiceps auritus), оса (Pernis apivorus), скопа (Pandion haliaetus), золотиста ржанка (Pluvialis apricaria), брижач (Philomachus pugnax), баклан малий (Phalacrocorax pygmeus), баклан великий (Phalacrocorax carbo), пірникоза велика (Podiceps cristatus), Пірникоза сірощока (Podiceps grisegena), дятел (Recurvirostra avosetta), коловодник болотяний (Tringa glareola).

## Під'їзні шляхи
- Національна дорога (DN29D) — Ботошані — Штефенешть
- Національна дорога (DN24C) — Ясси — Штефкнешть

## Пам'ятки та туристичні об'єкти
В околицях об'єкту розташовано декілька об'єктів, що являють історичний, культурний та туристичний інтерес; так:
- Церква Благочестивої Параскеви зі Штефенешть, збудована в 1640 році, історична пам'ятка.
- Музей Штефана Лук'яна у Штефанешті.
- Археологічна стоянка «Гура Хартопулуй» із Ріпічень (4-5 століття, епоха міграції; пізня бронзова доба, нова культура; енеоліт, культура Кукутені).
- Археологічні пам'ятки «Богданів ставок» (поселення, датовані IV—V століттями, дако-римський період, енеоліт, культура Кукутені) і «У Станкуці» (поселення, віднесені до періодів: IV—V століття, дако-римський період; енеоліт, культура Кукутені) з Лівені.